# グランプリ (モータースポーツ)
グランプリ (Grand Prix) とは、モータースポーツの世界でそれぞれの国・地域で行われる最高位のレースを指す。
なお、Grand Prix　はフランス語で「大賞、最優秀賞」といった意味であり、多くの場合GPと略される。

## 概要
モータースポーツにおいて最初に「グランプリ」の名を冠したのは、1901年にフランスのポーで行われた公道自動車レースだったとされる（現在のポー・グランプリ）。1906年にはフランスのル・マン郊外でフランス自動車クラブ・グランプリ（ACFグランプリ、後のフランスグランプリ）が開催され、国際規格のグランプリの端緒となった。1920年代よりフランスに倣って他国でもグランプリが開催されるようになり、第二次世界大戦後は各カテゴリにおいてグランプリを転戦する世界選手権が編成されていった。
一般的に4輪はFIAフォーミュラ1世界選手権 (F1)、オンロードの2輪はFIMロードレース世界選手権 (MotoGP)、オフロードの2輪はモトクロス世界選手権のレースを指すほか、トライアル世界選手権の大会にも「グランプリ」の名称が用いられる。また2018年現在はインディカー・シリーズのレースでも「グランプリ」の名称を使うレースが数レース存在している。
ただし、開催される国・地域における最高位のレースであればこれらのカテゴリーに限定されることはない。主な例はマカオグランプリで、1954年から1982年まではツーリングカーとフォーミュラ・パシフィック、1983年からはF3で行われたレースでグランプリの名称が使われている。
なお1952年・1953年には、4輪グランプリのタイトルがF2規定で争われたこともある。

## 制約
グランプリ (Grand Prix)という用語は一般的な言葉のため誰でも制約無く自由に使うことが出来るが、モータースポーツの開催団体は傘下の競技では使用を制約している。
国際自動車連盟(FIA)傘下の競技では「国名を冠したグランプリは、各カテゴリーにつき1カ国年1回」という決まりになっているため、人気に応えて同一国内で同じ年にもう1回同一カテゴリーのグランプリを開催する場合、以下のような迂回策が取られる事がある。
- 近隣国の名前を借りる。
  - 例：サンマリノグランプリ・ルクセンブルクグランプリ・スイスグランプリ
- 開催国が所属する地域の名前を使う。
  - 例：ヨーロッパグランプリ・パシフィックグランプリ（4輪・2輪）
- 開催国の中にある地方名を使う。
  - 例：バレンシアグランプリ・アメリカ西グランプリ・シュタイアーマルクグランプリ
- 開催団体の名称を使う。
  - 例：FIMグランプリ・JAFグランプリ
- イベントなどの名称を使う。
  - 例：F170周年記念グランプリ・Expo92グランプリ
- グランプリの名称を使わない。
  - 例：F1世界選手権イン・ジャパン

F1においては2007年からこのような迂回策を取ることを極力せず、「1カ国につきグランプリは年1回」の原則を徹底するようになり、ドイツやスペインで開催されていたヨーロッパグランプリも2012年で終了し、例外は無くなった。しかし2020年は新型コロナウイルス感染症の流行の影響から、同一シーズンに同じサーキットで複数回グランプリを開催する異例の事態となったため、レース名称についても迂回策が復活。2021年以降も流行が継続していることから、引き続き迂回策が取られる状況となった。イタリアで行われるエミリア・ロマーニャグランプリの主催者が、2022年3月に2025年までの開催契約を結び、アメリカグランプリが開催されているアメリカ合衆国（以下アメリカ）においても、2022年からマイアミグランプリ、2023年からラスベガスグランプリの開催が始まったため、当面は1国複数開催が続くことになる。
なお国名を冠しない場合は「1カ国1回」という制約を受けない。このため、カテゴリー名称やレース名として「グランプリ」の名称が使われるケースもある。これらの代表例としては前述のインディカーに加え、グランプリマスターズやA1グランプリ、D1グランプリが挙げられる。
一方国際モーターサイクリズム連盟(FIM)傘下のMotoGPはあまりこの原則を重視しておらず、2014年現在スペインで年4回（スペイングランプリ・カタルーニャグランプリ・アラゴングランプリ・バレンシアグランプリ）、アメリカで年2回（アメリカズグランプリ・インディアナポリスグランプリ）グランプリを開催している。

## 類似名称

### スーパープリ
2000年から、グランプリに次ぐレースとして「スーパープリ (Super Prix)」 という名前が使われている。最初に使い始めたのは韓国の国際F3イベント、コリアスーパープリ（通称コリアSP）で2003年まで開催された（1999年にも同様の国際F3イベントが行われたがこの時はグランプリの名称を使用。）。2004年にはこれを受け継ぐ形でバーレーンスーパープリ（通称バーレーンSP）が行われた。
2010年に開業した韓国インターナショナルサーキットにて11月にコリアスーパープリの開催を予定していた。スーパープリが最後に開催されたバーレーンから数えても実に2004年以来となる開催であったが、11月3日に中止が決定した。理由は開催される韓国インターナショナルサーキットの移動式スタンドの安全基準を満たしていないという理由であり、危険性が認められた事による開催中止発表であった。次回開催は2011年10月26日に韓国で開催とされていたが、開催は実現していない。

### E-Prix
フォーミュラEでは、2014年のカテゴリ発足時から、同シリーズのレースに「E-Prix（イープリ）」という名称を用いている。

## 日本におけるグランプリ

### 4輪
自動車レースの日本グランプリは1964年に鈴鹿サーキットでツーリングカー・スポーツカーを中心としたレースとして初開催され、フォーミュラカーレースへの移行、1977年で一旦中断などの紆余曲折を経た。その後1987年よりF1日本グランプリとして再開し、以後は継続開催されている。1976年・1977年にも富士スピードウェイでF1レースとして行われたが、1976年の場合は開催が決定した段階で既に「日本グランプリ」が全日本F2000選手権のレースとしてカレンダー登録されていたため、「F1世界選手権イン・ジャパン」という名前を使用した。
その他、1994年・1995年にはTIサーキット英田でF1パシフィックグランプリが開催された。この2年間は鈴鹿の日本GPと1カ国2開催で行われ、1995年は阪神・淡路大震災によるカレンダー変更を受けて、パシフィックGP→日本GPの順で2週連続開催された。オートポリスでも1993年にF1アジアグランプリを開催する予定だったが、経営会社の破産により中止となった。
また、1969年から1990年にかけて、日本自動車連盟 (JAF) が日本グランプリとは別個に「JAFグランプリ」の名称でレースを開催していた。2010年にはフォーミュラ・ニッポン及びSUPER GTのノンタイトル戦として20年ぶりに「JAFグランプリ」が復活した。ノンタイトル戦としてのJAFグランプリは2013年で終了し、2014年からはスーパーフォーミュラの最終戦に「JAFグランプリ」の名称が付けられている。

### 2輪
モーターサイクル・ロードレースの日本グランプリは1963年に鈴鹿サーキットで初開催されたが1967年で一旦中断し、1987年から再開された。
2000年より2003年までパシフィックグランプリが開催され、春の日本GP（鈴鹿）・秋のパシフィックGP（ツインリンクもてぎ）という1カ国2開催で行われた。2004年以降はパシフィックGPが廃止され、もてぎで日本GPが開催されている。
トライアルの日本グランプリは2000年よりツインリンクもてぎ特設コースで開催されている。
モトクロスの日本グランプリは1991年から1995年まで鈴鹿サーキット国際モトクロスコース、2005年から2007年までスポーツランドSUGOで開催された。
公営競技・オートレースでは、1987年からスーパースター王座決定戦が、それとは別に1997年からオートレースグランプリが行われている。